# Dexter Dennis
Dexter Dennis, né le  9 février 1999 à Baker en Louisiane, est un joueur américain de basket-ball évoluant au poste d'arrière.

## Biographie

### Carrière professionnelle
Lors de la draft 2023 de la NBA, il n'est pas sélectionné. Toutefois, il signe un contrat two-way en faveur des Mavericks de Dallas en octobre 2023. Il est coupé en décembre 2023.

## Palmarès et distinctions individuelles

### Universitaires
- AAC Defensive Player of the Year (2022)
- AAC All-Freshman Team (2019)